# Marie-Jo e i suoi due amori
Marie-Jo e i suoi due amori (Marie-Jo et ses deux amours) è un film del 2002 diretto da Robert Guédiguian.
La pellicola è stata presentata in concorso al 55º Festival di Cannes.